# Premi de Narrativa Maria Àngels Anglada
El Premi de Narrativa Maria Àngels Anglada és un premi literari en llengua catalana. El convoca l'Institut Ramon Muntaner, de Figueres, amb la voluntat de contribuir a fomentar la literatura catalana, refermar la projecció cívica i cultural de l'institut i enaltir la memòria de l'escriptora Maria Àngels Anglada (Vic, 1930 - Figueres, 1999), exprofessora del centre. El premi té el suport de la família Geli-Anglada i el patrocini de l'Ajuntament de Figueres i la Diputació de Girona, com també la col·laboració del Consell Comarcal de l'Alt Empordà.
S'atorga a una obra publicada i l'any 2020 tenia una dotació de 2.000 euros.

## Guanyadors
- 2004: Emili Teixidor per Pa negre[4]
- 2005: Carme Riera per La meitat de l'ànima[2]
- 2006: Joan-Daniel Bezsonoff per Les amnèsies de Déu[2]
- 2007 Imma Monsó per Un home de paraula[5]
- 2008: Quim Monzó per Mil cretins[2]
- 2009: Joan Francesc Mira per El professor d'història[6]
- 2010: Màrius Carol per L'home dels pijames de seda[7]
- 2011: Sergi Pàmies per La bicicleta estàtica[8]
- 2012: Jaume Cabré per Jo confesso[9]
- 2013: Lluís Llach per Memòria d'uns ulls pintats[10]
- 2014: Rafel Nadal per Quan en dèiem xampany[11]
- 2015: Vicenç Pagès per Dies de frontera[12]
- 2016: Teresa Colom per La senyoreta Keaton i altres bèsties[13]
- 2017: Pep Puig per La vida sense la Sara Amat[14]
- 2018: Tina Vallès per La memòria de l'arbre[1]
- 2019: Joan Lluís-Lluís per Jo soc aquell que va matar Franco[3]
- 2020: Irene Solà per Canto jo i la muntanya balla[3]
- 2021: Miquel Martín i Serra per La drecera[15]
- 2022: Alba Dalmau per Amor i no[16]
- 2023: Ferran Garcia per Guilleries[17]
- 2024: Laura Gost per Les cendres a la piscina[18]